# Linthes
Linthes ist eine französische Gemeinde mit 111 Einwohnern (Stand 1. Januar 2022) im Département Marne in der Region Grand Est. Sie gehört zum Kanton Sézanne-Brie et Champagne und zum Arrondissement Épernay. 

## Lage
Sie ist umgeben von folgenden Nachbargemeinden: 
|            | Allemant                                    | Broussy-le-Grand (Berührungspunkt) |
| Saint-Loup | Kompassrose, die auf Nachbargemeinden zeigt | Connantre                          |
| Linthelles |                                             | Pleurs                             |

## Bevölkerungsentwicklung

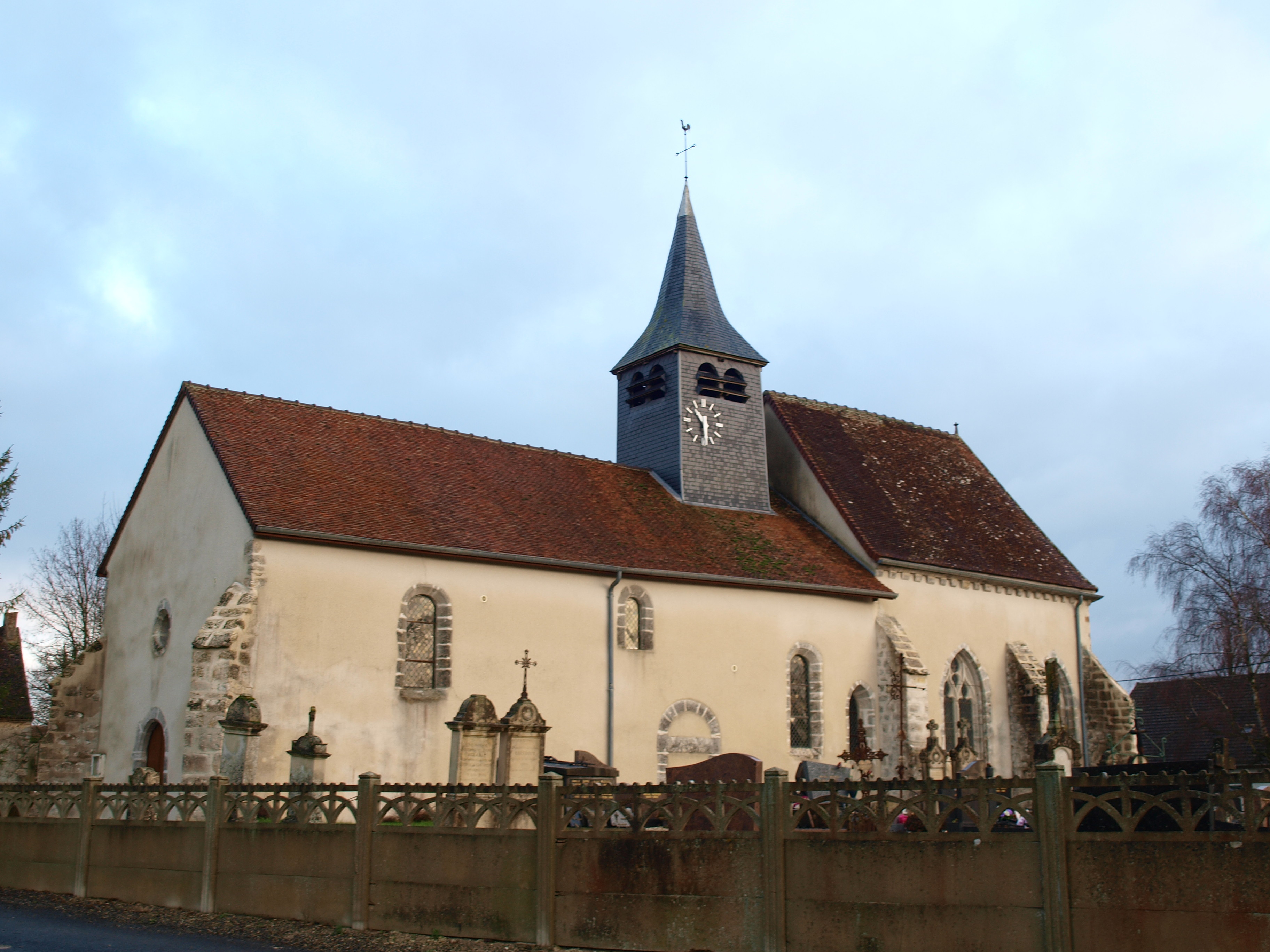
Kirche Saint-Pierre

| Jahr                       | 1962 | 1968 | 1975 | 1982 | 1990 | 1999 | 2008 | 2018 |
| -------------------------- | ---- | ---- | ---- | ---- | ---- | ---- | ---- | ---- |
| Einwohner                  | 116  | 122  | 88   | 101  | 123  | 124  | 115  | 115  |
| Quellen: Cassini und INSEE |      |      |      |      |      |      |      |      |